# Oggetti non stellari nella costellazione dell'Indiano
Principali Oggetti non stellari visibili nella costellazione dell'Indiano.

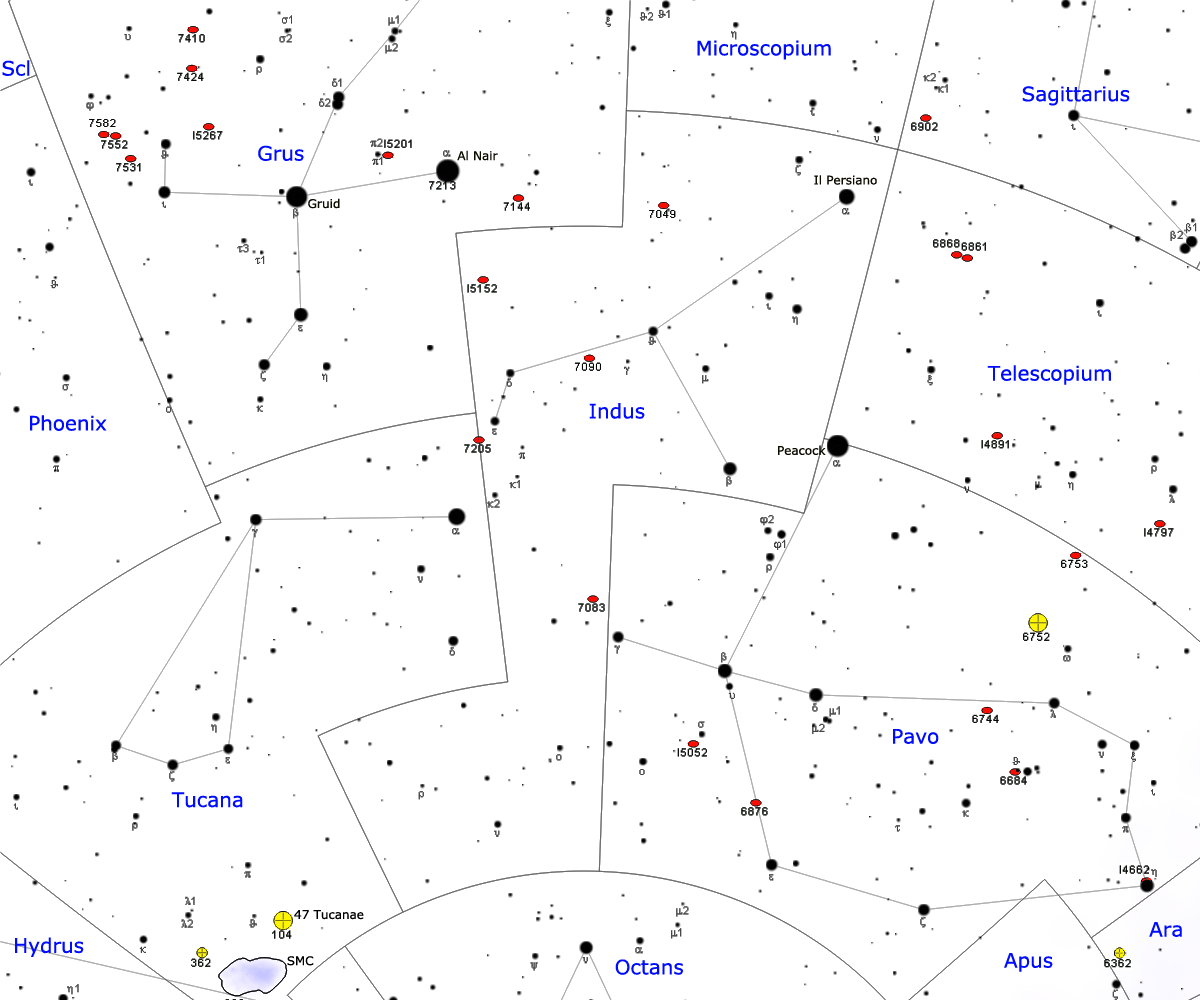
Mappa della costellazione dell'Indiano.

## Galassie
- ESO 146-IG 005
- IC 5152
- NGC 7041
- NGC 7049
- NGC 7083
- NGC 7090

## Ammassi di galassie
- SPT-CL J2106-5844
- Superammasso della Gru-Indiano